# Yannick Salem
Pour les articles homonymes, voir Salem.
Yannick Salem est un footballeur français né le 29 mars 1983 à Amiens.
Alors qu'il n'a pas joué un seul match lors de la saison 2007-2008 avec Apeldoorn, il s'engage en 2e division belge à Beveren lors du mercato d'été 2008.
Il espère retrouver une place dans l'effectif et rejouer en équipe nationale.

## Carrière
- 2004-2005 : Grenoble Foot -  France
- 2004-2006: De Graafschap -  Pays-Bas
- 2006-2008 : AGOVV Apeldoorn -  Pays-Bas
- 2008-2009 : KSK Beveren -  Belgique
- 2009-2010 : Eintracht Trier -  Allemagne
- Depuis 2010 : Stockport County -  Angleterre[1],[2]